# Abura-akago

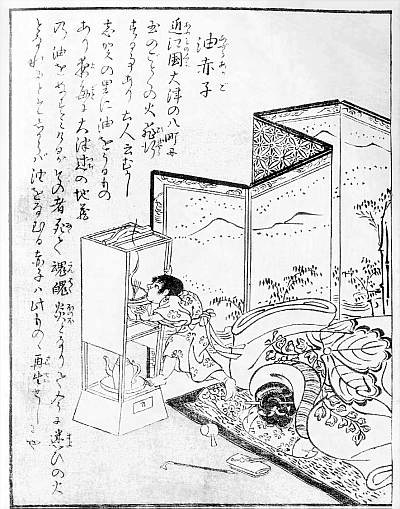
Ein Abura-akago, wie er in Toriyama Sekien's Konjaku Gazu Zoku Hyakki erscheint.

Der Abura-akago (jap. 油赤子; zu dt. „Öl-Baby“) ist ein fiktives Wesen des japanischen Volksglaubens. Er ist ein Yōkai und wird für gewöhnlich als unheimlich, für den Menschen aber harmlos beschrieben.

## Beschreibung
Der Abura-akago soll des Nachts in Gestalt eines Hitodama (eine Art Geisterflamme oder Irrlicht) in bewohnte Häuser und Tempel eindringen und dort die Gestalt eines Säuglings oder Kleinkindes annehmen. Er soll dann, ähnlich dem Rokurokubi, nach Öllampen suchen und diese dann austrinken, oder mit seiner langen Zunge auslecken. Anschließend entwendet er die Gefäße und verwandelt sich wieder in ein Hitodama. Andere Überlieferungen berichten von Akago, die sich mit anderen Akago treffen, um dann in Häusern nächtliche Partys zu feiern.

## Folklore
Über den Abura-akago sind verschiedene Anekdoten und Legenden überliefert. Aus der Präfektur Shiga stammt die Sage, bei dem Akago handele es sich um den Geist eines verstorbenen Ölhändlers, der wiederholt den örtlichen Jizō-Tempel bestohlen hatte und deshalb nicht ins Jenseits eintreten durfte. Daraufhin habe sich der verfluchte Geist des Diebes in ein Irrlicht verwandelt.
Eine ähnliche Legende wird in der ehemaligen Provinz Ōmi erzählt: dort soll der Abura-akago nachts in Gestalt eines Hitodama durch die Straßen irren und das Öl aus den Lampen saugen. Die örtlichen Bewohner glauben, der Abura-akago sei die Wiedergeburt eines bösen Ölhändlers, welcher zu Lebzeiten immer wieder das Öl aus den Straßen- und Hoflaternen gestohlen hatte. Selbst nach seinem Tod könne (oder wolle) er nicht vom Stehlen ablassen. Deshalb sei er dazu verdammt, auf ewig als Geist durch die Straßen und Häuser zu irren und Lampenöl zu trinken.